# ريتشارد هاميلتون (رياضياتي)
ريتشارد هاميلتون (بالإنجليزية: Richard Hamilton)‏ (من مواليد 1943) هو أستاذ للرياضيات في جامعة كولومبيا. حصل على شهادة البكالوريوس عام 1963 من جامعة ييل والدكتوراه عام 1966 من جامعة برنستون. وقد أشرف روبرت غانينغ على اطروحته. وقد درس هاميلتون في جامعة كاليفورنيا في إرفاين، وجامعة كاليفورنيا في سان دييغو وجامعة كورنيل وجامعة كولومبيا.
ومساهمات هاملتون الرياضية في المقام الأول هي مجال الهندسة التفاضلية، وبشكل أكثر تحديدا في التحليل الهندسي.
ومنح هاميلتون جائزة اوزوالد فيبلين في الهندسة عام 1996 وجائزة بحوث كلاي عام 2003. وانتخب للأكاديمية الوطنية للعلوم في عام 1999، والأكاديمية الأميركية للفنون والعلوم في عام 2003. وحصل أيضا على ليروي ستيل وجائزة عن الإسهام الجوهري للبحوث في عام 2009.

## منشورات مختارة
- Hamilton، Richard S. (1982)، "Three-manifolds with positive Ricci curvature"، Journal of Differential Geometry، ج. 17، ص. 255–306، ISSN:0022-040X، ماثماتيكل ريفيوز664497، مؤرشف من الأصل في 2020-03-28 The paper that introduced Ricci flow.
- Cao، Huai-Dong (2003)، Collected Papers on Ricci Flow، Boston: International Press، ISBN:1571461108.

## وصلات خارجية
- ريتشارد هاميلتون في شجرة علماء الرياضيات
- Richard Hamilton – سيرة ذاتية مختصرة في كلية الرياضيات في جامعة كولومبيا
- Richard Hamilton – سيرة ذاتية مختصره في الصفحة الرئيسية لمعهد كلاي للرياضيات
- 1996 Veblen Prize citation
- Lecture by Hamilton on Ricci flow